# Variations séculaires des orbites planétaires
Die Variations séculaires des orbites planétaires (VSOP, französisch für „säkulare Variationen der Planetenbahnen“) ist eine Planetentheorie und ein darauf aufbauendes Verfahren zur Berechnung der Umlaufbahnen für die Planeten des Sonnensystems mit sehr hoher Genauigkeit.
Sie wurde im Jahre 1982 von Pierre Bretagnon (1943–2002) einem Mitglied des Bureau des Longitudes in Paris, veröffentlicht (VSOP82), und seither weiterentwickelt: VSOP87, VSOP2000 und VSOP2002. Sie gilt – mit den Erweiterungen – noch heute (2006) als Referenz für die numerische Modellierung der Dynamik des Sonnensystems.

## VSOP82
Die VSOP82-Theorie ist ein Verfahren zur Berechnung der Positionen für die Planeten Merkur bis Neptun.
Die elliptische Bahn eines Planeten im Zweikörpersystem lässt sich durch Angabe seiner sechs Bahnelemente vergleichsweise einfach beschreiben. VSOP82 beschreibt die Bahnen der großen Planeten ebenfalls durch Angabe der Bahnelemente. Diese Bahnelemente sind jedoch zeitlich veränderlich. Sie beschreiben diejenige Keplerbahn, die sich der tatsächlichen Planetenbahn zum gegebenen Zeitpunkt bestmöglich anschmiegt (sog. oskulierende Bahn). Diese Bahnelemente werden über geeignete Potenzreihen berechnet.

## VSOP87

Planetenbewegungen und Orbits berechnet mittels VSOP87D und projiziert auf die Ekliptikebene. Die Animation lässt den Venustransit vom 6. Juni 2012 gut erkennen.

Die VSOP87 ist eine Weiterentwicklung der VSOP82-Theorie, die im Jahre 1987 von Bretagnon und G. Francou veröffentlicht wurde. Bei ihr besteht die Möglichkeit, den Rechenaufwand durch Weglassen hinterer Terme zu vermindern – natürlich auf Kosten der Genauigkeit. Außerdem bietet sie direkte Berechnung der heliozentrischen Koordinaten.
Es stehen mehrere Varianten der Theorie zur Verfügung:
| VSOP87:  | enthält ähnlich wie die weniger genaue Vorgängerversion VSOP82 Reihenentwicklungen für die (veränderlichen) Bahnelemente der Planeten. Nach der Bestimmung der für den gewünschten Zeitpunkt gültigen Bahnelemente muss aus diesen anschließend mit den üblichen Methoden der Ephemeridenrechnung die Planetenposition errechnet werden. |
| VSOP87A: | enthält Reihenentwicklungen, welche unmittelbar die heliozentrischen kartesischen Koordinaten der Planeten für das Standardäquinoktium J2000.0 liefern. |
| VSOP87B: | Reihenentwicklungen der heliozentrischen sphärischen Koordinaten (ekliptikale Länge, ekliptikale Breite und Radiusvektor) der Planeten für J2000.0. |
| VSOP87C: | Reihenentwicklungen der heliozentrischen kartesischen Koordinaten für das Äquinoktium des Datums |
| VSOP87D: | Reihenentwicklungen der heliozentrischen sphärischen Koordinaten für das Äquinoktium des Datums |
| VSOP87E: | Reihenentwicklungen der baryzentrischen kartesischen Koordinaten für J2000.0. |

Neben der Bequemlichkeit, unmittelbar die gewünschten Koordinaten zu liefern, bieten die Varianten A bis E auch den Vorteil, bei geringeren Genauigkeitsansprüchen die Berechnung der Reihen abbrechen zu können, sobald die gewünschte Genauigkeit erreicht ist. Bei Verwendung der VSOP87 selbst wäre es in diesem Fall schwierig zu bestimmen, mit welcher Genauigkeit die von dieser Variante gelieferten einzelnen Bahnelemente berechnet werden müssen, um letztlich die daraus folgenden Koordinaten mit der gewünschten Genauigkeit zu erhalten.
Die VSOP87A–E beruht auf einer Potenzreihenentwicklung im Argument der Zeit bis in die 5. Potenz, deren jeweilige Faktoren durch eine Fourieranalyse aufgeschlüsselt sind. Diese ist in Tabellen absteigenden Beitrags erfasst, so dass anhand der Koeffizienten der Beitrag zum Gesamtfehler abgeschätzt werden kann.

### Genauigkeit
Die VSOP87-Theorie liefert die Position der Planeten Merkur, Venus und Mars mit einer Genauigkeit von 1" für den Zeitraum von
-2000 v. Chr. und 6000 n. Chr. Für Jupiter und Saturn wird diese Genauigkeit für den Zeitraum zwischen dem Jahre 0 und dem Jahr 4000 n. Chr.
erzielt, während sie für Uranus und Neptun für den Zeitraum zwischen dem Jahr 4000 v. Chr. und 8000 n. Chr. gilt.

## VSOP2000
Seit einigen Jahren gibt es eine Aktualisierung, die VSOP2000 von Xavier Moisson und Pierre Bretagnon, die um den Faktor 10–100 genauer als die Vorgängerversionen ist und Fehler von nurmehr einigen 0,1 mas für Merkur, Venus und Erde für das Intervall 1900–2000 aufweist.

## VSOP2002
Bretagnons letzte Arbeit war die Implementierung relativistischer Effekte, und eine weitere Steigerung um den Faktor 10 – die VSOP2002 blieb aber unvollendet und zeigt Schwächen bei Uranus and Neptun.

## Publikation
Obwohl die Konstruktionsmethoden der VSOP82 und VSOP87 sowie ihre Eigenschaften in der astronomischen Literatur beschrieben wurden, sind diese Theorien selbst in den Publikationen nicht enthalten. Sie konnten ursprünglich nur auf Magnetband bezogen werden, sind aber inzwischen über das Internet erhältlich. Für Anwendungen mit geringeren Genauigkeitsansprüchen sind in dem Buch „Astronomische Algorithmen“ von Jean Meeus oder vom Österreichischen Astronomischen Verein Auszüge dieser Listen periodischer Terme veröffentlicht worden.

## Beispiel
Für das tropische Jahr ergibt sich
1. gemäß der VSOP  87:
365,242  189  623 – T × 0,000 061 522 – T2 × 0,000  000  060 9  + T3 × 0,000  000  265  25
2. gemäß der VSOP2000:
365,242  190  516  6 – T × 0,000  061  560 – T2 × 0,000  000  068  4  + T3 × 0,000  000  263  0  + T4 × 0,000  000  003  2

T in julianischen Jahrtausenden (1000 × 365,25 Tage bezüglich J2000.0), d. h. T = (JD – 2 451 545,0) / 365 250.